# Жеровинці
Жеровинці (словен. Žerovinci) — поселення в общині Ормож, Подравський регіон‎, Словенія.